# Fantasía (Magreb)

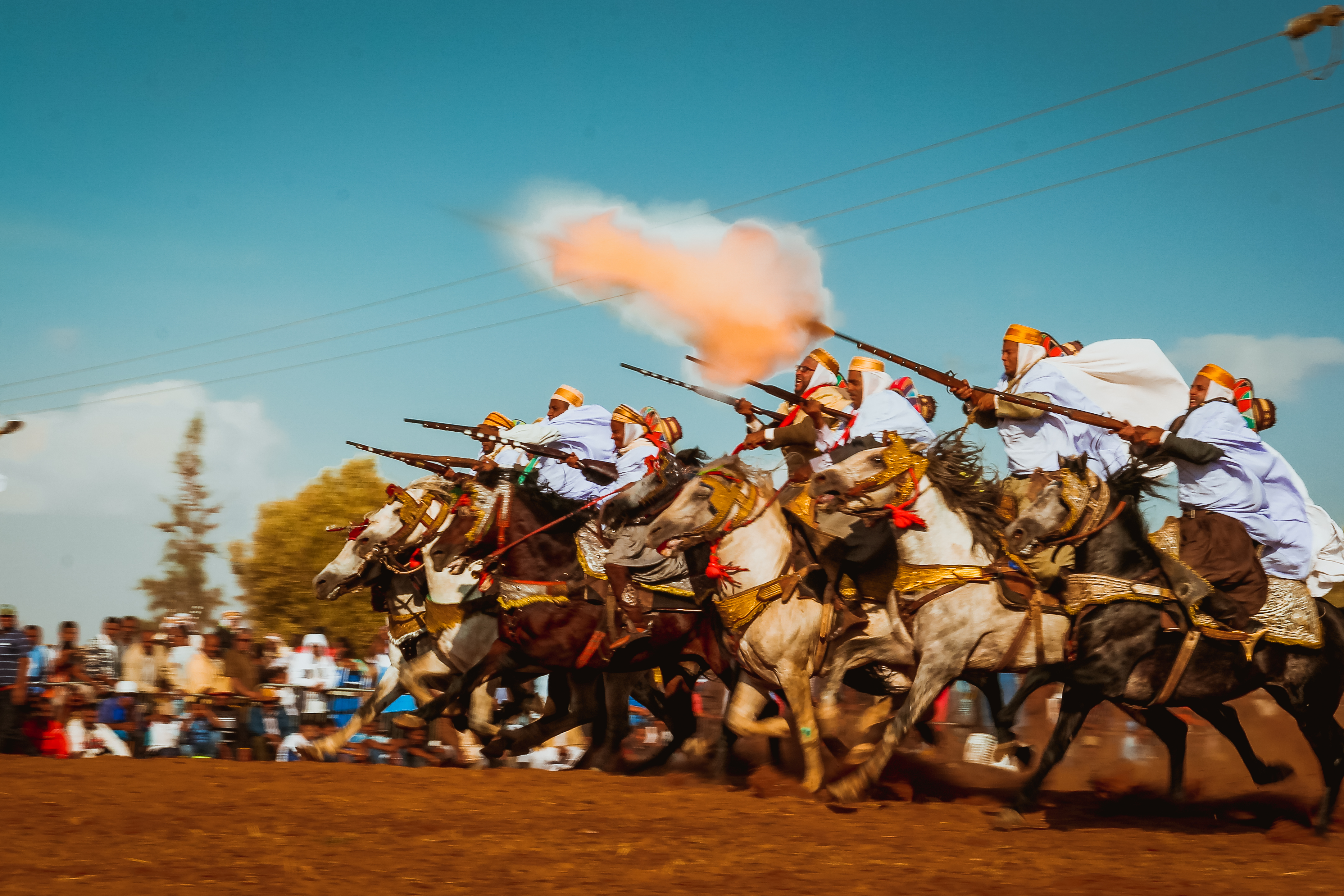
Fantasía en Aïn El Arbaa, en el viliato de Aín Temushent, por parte de un grupo de jinetes fotografiados al momento de disparar la salva de rifles

La fantasía (en árabe, فانتازيا fantazya) es una tradición ecuestre practicada esencialmente en el Magreb, en la que se simulan asaltos militares. En la región, esta muestra de arte suele recibir el nombre de "juegos de pólvora" o "juegos de caballos".
Una práctica muy antigua en el norte de África, con mayor frecuencia toma la forma de desarrollos ecuestres durante los cuales los jinetes, equipados con rifles de pólvora negra y usando monturas ricamente ornadas, simulan una carga de caballería cuya apoteosis consiste en disparar coordinadamente una salva con sus armas. Dependiendo de la región, también puede hacerse a lomos de camello o incluso a pie.
La fantasía se relaciona de manera indirecta con una tradición ecuestre Árabe muy antigua, asociada con la introducción del caballo árabe, que los líbicos orientales usaban de manera particular para remolcar carretas, a partir del siglo XIII d. C., y que fue posteriormente, durante el siguiente milenio, adaptado como montura. 
La práctica de la fantasía es mencionada desde finales del siglo XVIII en los testimonios de viajeros al Magreb, recibiendo formalmente el nombre de fantasía, a partir de 1832, gracias a la obra del pintor francés Eugène Delacroix y las pinturas que realizó sobre ella. A partir de ese momento se convirtió en uno de los temas predilectos de los pintores orientalistas más ilustres, tales como Eugène Fromentin o Mariano Fortuny.
La fantasía suele acompañar fiestas importantes (bodas, nacimientos, fiestas religiosas, etc.), si bien en la actualidad prevalecen en gran medida los aspectos turísticos.
Una práctica similar también ha existido durante un milenio en Japón, como parte del festival anual Soma Nomaoi que fue creado por el clan Sōma y que es practicado por clanes de samuráis.

## Etimología

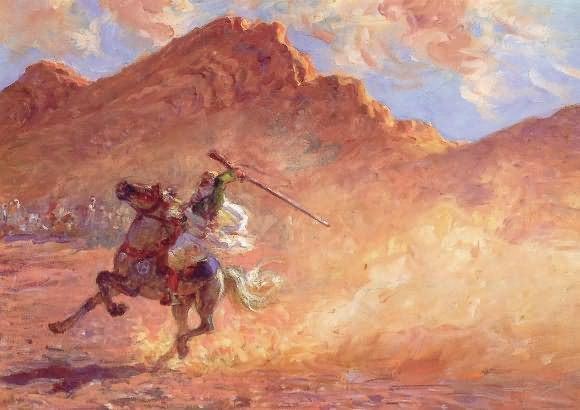
Joven jinete con rifle o La fantasía, Étienne Dinet (ca. 1900).

En lengua árabe, la fantasía se conoce y se cita por parte de varios autores con el nombre de  Tbourida palabra que se refiere de manera más amplia a una carrera de caballos, y la raíz del término, "frw", evoca el fenómeno de vuelo o despegue.
En dialecto magrebí, la fantasía se llama más comúnmente fantazya o tburida, de la raíz "brd" derivada de la palabra "pólvora".
Los espectáculos son designados en el Magreb con los vocablos de laâb el baroud o laʿb al-bārūd (en árabe لعب البارود  o "juegos de pólvora"), o laâb el-khayl o laʿb al-ḵayl (en árabe, لعب الخيل o "juegos de caballos”), y heredaron el nombre de fantasía por error.
El término "fantasía" proviene, según una primera versión, de la palabra griega phantasíā (φαντασία), por medio del latín tardío y del italiano, haciendo referencia a un "espectáculo imaginario" y a una "facultad de crear o reproducir imágenes" o, según otra versión, del uso de la palabra en el idioma español, donde se usa más en el sentido de "imaginación", pero en el que también se usaba en el pasado como "presunción o arrogancia." En los dialectos magrebíes, el término toma el sentido de algo vistoso, aparatoso o glorioso"
Fue el pintor francés Eugène Delacroix quien erróneamente le dio el significado de "espectáculo ecuestre" a este término. André Lanly avanza la hipótesis de que "el pintor pudo haber oído tal calificativo con referencia al espectáculo, y luego haberlo anotado en sus diseños o en su memoria para repetirlo después".
Hay otra versión, según la cual el uso de la palabra fantasía sería resultado de la confusión entre dos palabras en árabe clásico que están construidas sobre la misma raíz verbal triliteral, خيال ḵayāl (que significa "imaginación") y ḵayyāl (que significa "caballeros" o "jinetes").
La palabra también se escribió fantazia o phantasia durante algún tiempo. Con respecto a esta última grafía, se encuentra una ocurrencia de tal uso por parte de un viajero francés en Oranie, en 1838, para referirse a juegos ecuestres distintos a los de la fantasía (que tal viajero llama también "justas militares").

## Historia

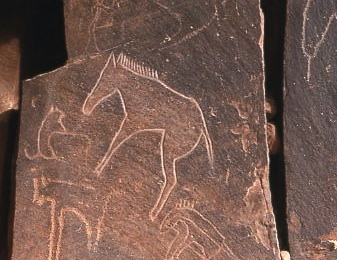
Grabado prehistórico del sur de Orán que representa un caballo, antepasado del caballo bereber.

La historia de la fantasía empieza con el encuentro en suelo norteafricano entre seres humanos y caballos. Existen restos óseos del Equus Caballus algericus que datan de hace 40,000 años, tiempos prehistóricos, y más recientemente, dibujos rupestres en el Atlas sahariano que datan de alrededor del año 9,000 a. C., y que dan fe de la presencia de caballos en el Magreb, ancestros de la actual raza equina autóctona, el caballo bereber.
Dócil, rústico, resistente, pero sobre todo rápido, este caballo habría de convertirse en la gloria de los jinetes númidas, que fueron considerados en la época de las guerras púnicas como los mejores jinetes del mundo, gracias en particular a la técnica de combate de hostigamiento basado en cargas y repliegues rápidos que desarrollaron. Posteriormente se encuentra esta misma táctica de ataque y huida (llamada el-kerr ul-ferr) entre los árabes, en la que "los jinetes se precipitan acostados sobre los lomos de sus caballos, lanzando gritos, descargan sus armas, dan media vuelta imediatamente, parten a galope, recargan sus rifles y vuelven al ataque."

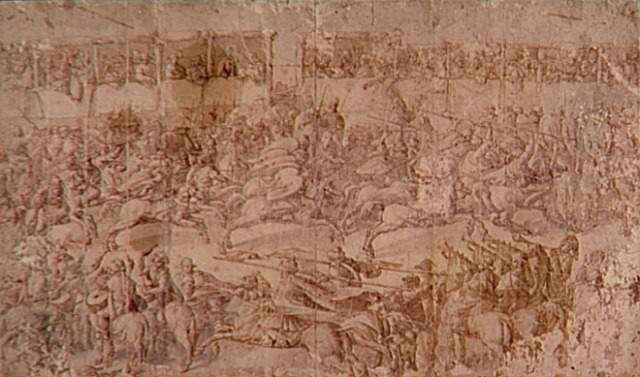
Una fantasía en Túnez, de Jan Cornelisz Vermeyen, ca. 1535.

Es de allí que surgen las fantasías. Calificada alternativamente como imagen de la guerra, como demostración ritual de fuerza y de coraje o incluso como una metáfora del encuentro erótico,representa principalmente los vestigios, la versión moderna diluida, del arte militar de la equitación árabe-turca-bereber en el norte de África.
La primera representación de una fantasía es un dibujo del siglo XVI que se le atribuye al pintor flamenco Jan Cornelisz Vermeyen (1500-1559), titulado a posteriori como Une fantasia à Tunis (Una fantasía en Túnez), y eventualmente otros dos de sus dibujos titulados Torneo militar en Túnez, estas tres obras hechas durante la conquista de Túnez en 1535 por parte del emperador Carlos I.
Sin embargo, no fue sino hasta finales del siglo XVIII que aparecen publicadas las primeras descripciones de lo que luego se llamaría fantasía, en obras de Louis de Chénier en 1787, del abad Poiret en 1789 y en la Encyclopædia Britannica en 1797.

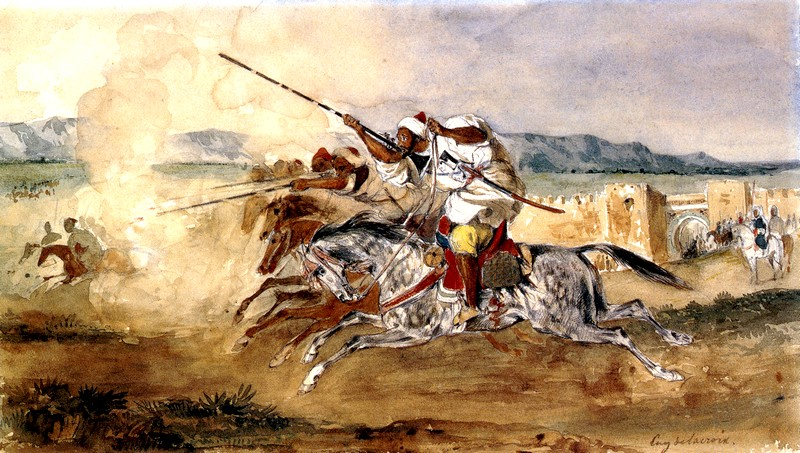
Fantasía o Juego de la pólvora, frente a la puerta de entrada de la villa de Méquinez, de Eugène Delacroix, 1832.

El 6 de marzo de 1832, Eugène Delacroix, mientras acompañaba al conde Charles-Édgar de Mornay en su embajada ante el sultán marroquí, asiste en Garbia, en el camino a Mequinez, a sus primeros “juegos de pólvora". Habría de ver otros en Alcazarquivir y luego en Mequinez, haciendo nota de su esplendor en su diario:
Nuestra entrada aquí en Mequinez fue de una belleza extrema, y es un placer que se puede esperar experimentar solo una vez en la vida. Todo lo que pasó ese día fue solo un complemento a lo que el camino nos había preparado. A cada instante nos encontrábamos con nuevas tribus armadas que hacían un terrible gasto en pólvora para celebrar nuestra llegada. De regreso en Francia, Delacroix pintó una acuarela (actualmente en el museo del Louvre), rememorando las escenas a las que asistió, y la tituló Fantasía o Juego de la pólvora, frente a la entrada de la villa de Mequinez. Luego pintaría otras tres "fantasías": también en 1832, Ejercicios militares de los marroquíes o Fantasía marroquí, actualmente en el museo Fabre en Montpellier, en 1833, Fantasía Árabe, actualmente en el instituto de arte de Städel en Fráncfort, y finalmente, en 1847, Fantasía marroquí, actualmente en el museo Oskar Reinhart "Am Römerholz" en Winterthur. Fue así que la palabra fantasía se convirtió en un sinónimo de "juegos de pólvora."
En esta época estaba en boga el orientalismo. En palabras de Victor Hugo: en el siglo de de Luis XIV se era helenista, ahora se es orientalista. Numerosos artistas habrían de pintar admirables cuadros de fantasías: Eugène Fromentin, Aimé Morot y Théo Van Rysselberghe, entre otros.
Lejos de limitarse únicamente a los países del Magreb, hay evidencia de la práctica la fantasía en el siglo XIX a lo largo de todo el norte de África, extendiéndose desde Egipto en el oriente hasta Marruecos en el occidente, y desde Túnez en el norte hasta Senegal o Chad en el sur. Lo más sorprendente, sin embargo, es la práctica de la fantasía en Nueva Caledonia, a donde llegó junto con los deportados argelinos que fueron enviados a campos de trabajo allí por los franceses, y en donde la práctica ha continuado desde finales del siglo XIX.
Una fantasia notable es la organizada en honor a Napoleón III, el 18 de septiembre de 1860, en El Harrach, en las cercanías de Argel, en el que se contaron entre seis y diez mil jinetes.

## Características y descripción

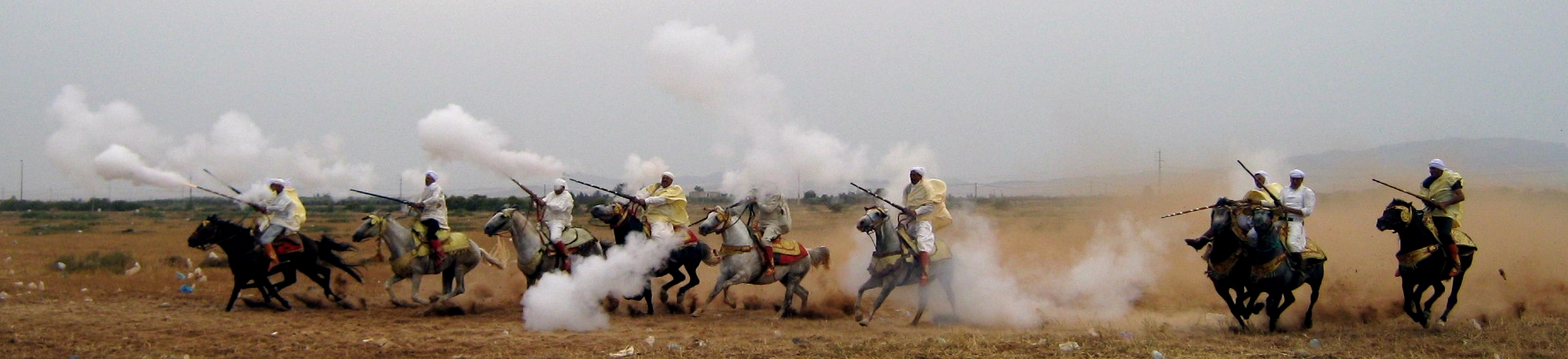
Fantasía en Bni Drar (Marruecos, julio de 2010).

### Nombres vernáculos

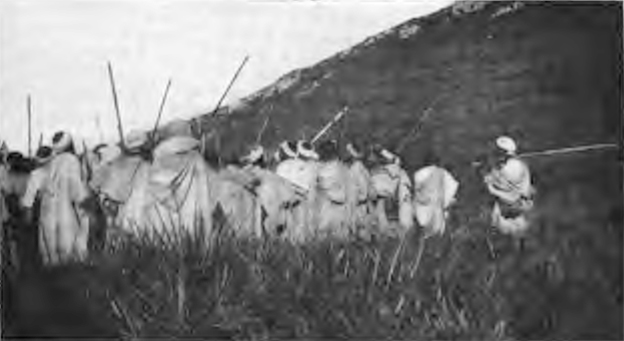
Bereberes realizando una fantasía en honor a sus visitantes - Región de Mequinez (Marruecos, 1901).

En el Magreb, la fantasía generalmente lleva el nombre de laâb el-baroud ("juego de pólvora") o laâb el-kheil ("juego de caballos"). También se usan otros nombres locales: tbourida (en Marruecos), baroud, lbarud, etc.

### Celebración
La fantasía está tradicionalmente ligada a la fiesta, de la que constituye el adorno supremo. Se celebra con ocasión de ciertos ritos (musem -o waada -, zerda o taam, todas fiestas anuales dedicadas a un santo o morabito, durante las cuales se sacrifican animales y se organizan grandes festines ), o de ciertos festivales religiosos (Eid al-Fitr, que marca el final del Ramadán, o en Mawlid, cuando se conmemora el nacimiento del Profeta del islam, Mahoma). Acompaña también la celebración de bodas (en particular para escoltar a la novia a su nuevo domicilio), nacimientos o peregrinaciones. También se organiza como señal de consideración hacia un jefe o persona notable a quien se desee honrar.
Sin embargo, en la actualidad, la práctica de la fantasía ha adquirido un aspecto más turístico, en tanto demostración folclórica.

### Pompa

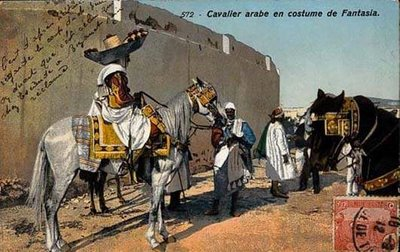
Jinete árabe en traje de fantasía (Túnez, ca. 1900).

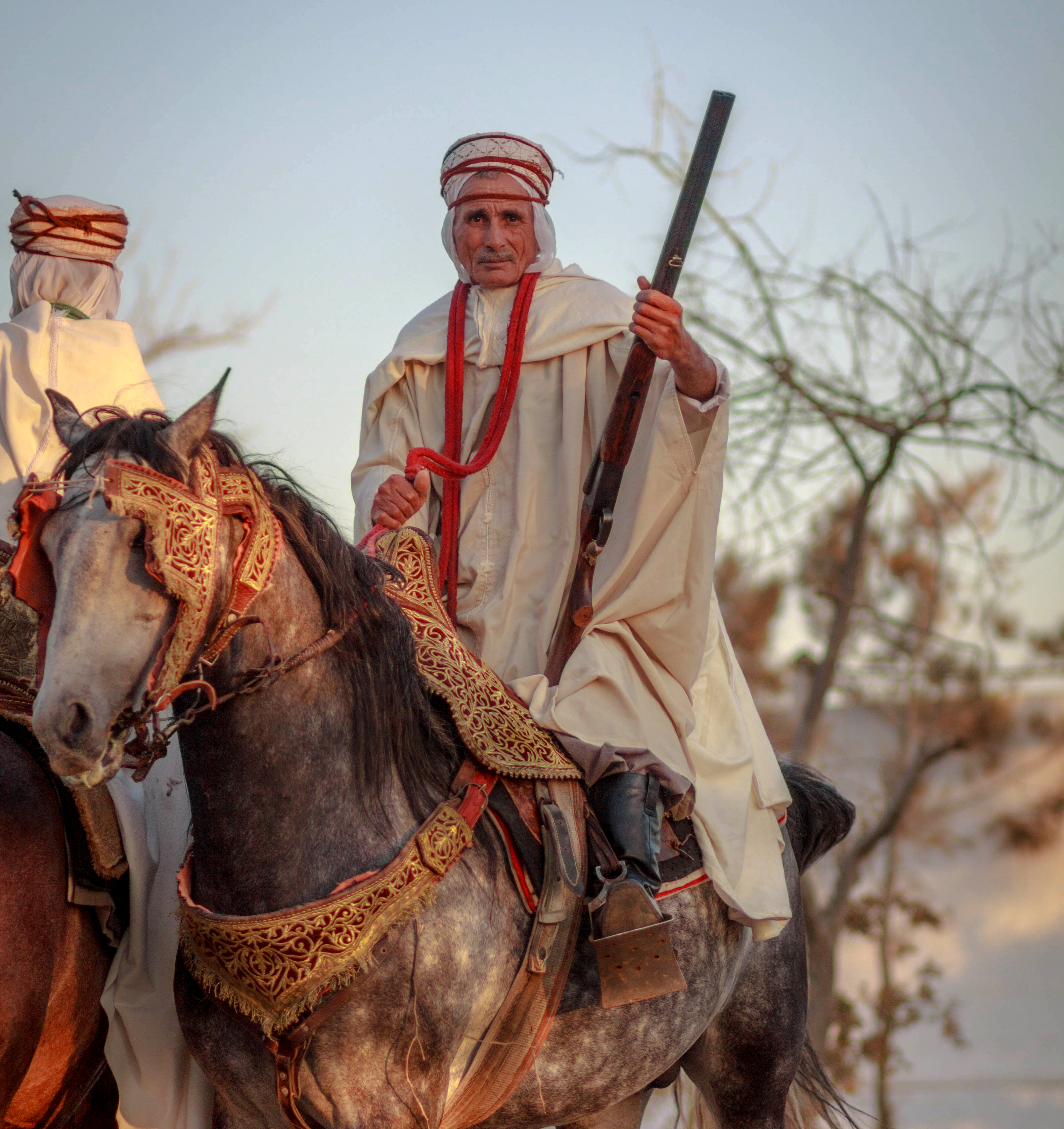
Jinete argelino en traje de fantasía (El Kharrouba, cerca de Argel)

Sinónimo de apariencia exterior, desfile, resplandor del atuendo y lujo en la vestimenta, la fantasía se caracteriza ante todo por la importancia de su pompa, la riqueza y el esplendor de la indumentaria del jinete, su equipo y el arnés de su caballo. El equipamiento del jinete incluye principalmente el moukhala, un fusil de pólvora negra norteafricano, arma de pequeño calibre con un cañón muy largo, con características y numerosas capuchinas brillantes e incrustaciones en hueso, marfil, nácar o metal, con grabados de colores. El jinete también puede ir ataviado con un yatagán. El esplendor en el arnés se refleja, por ejemplo, en las sillas de montar de marroquí rojo, bordadas con arte o damasquinadas y perforadas con oro, gualdrapas de seda de Túnez o estribos plateados.

### Proceso

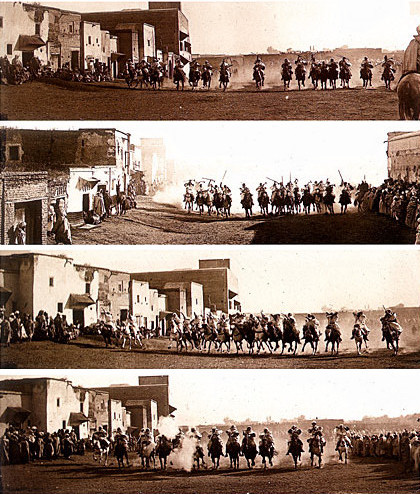
Fantasía en Marruecos, de Gabriel Veyre (principios del).

La fantasía es la repetición teatralizada de los dos movimientos de la caballería en la guerra: carga rápida (el kerr) y la retirada súbita (el ferr).
Alineados en un extremo de la arena, o lo que sea que tome su lugar, los jinetes abrazan sus caballos y, con las bridas en una mano, dan vuelta a sus moukhalas (rifles) por encima de sus cabezas. Al llegar a la altura de la multitud de espectadores, se yerguen al tiempo, agarran sus moukhalas con ambas manos, sueltan las bridas, y disparan y agitan las armas de manera coordinada, hacia el frente y hacia atrás, en dirección al suelo o al aire. Luego hacen una vuelta corta y rápida y regresan tan rápido como llegaron a su punto de partida para reiniciar la carrera.
Las salvas que disparan los jinetes reciben el nombre de baroud.
Según la región y según su destreza o su osadía, los jinetes pueden aumentar sus evoluciones haciendo posturas o gestos acrobáticos, lanzando sus armas al aire para atraparlos en plena carrera, tumbando los caballos sobre sus cuartors traseros o poniéndose de pie sobre sus sillas, y algunos incluso de cabeza, mientras el caballo aún galopa.
Las mujeres responden a estas actuaciones con estridentes ululeos de aliento y satisfacción.

### Variantes

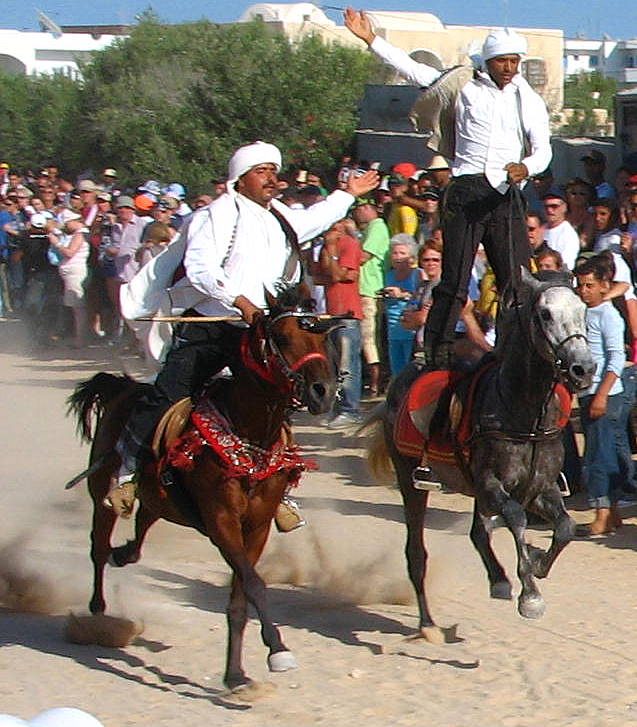
Fantasía acrobática en Yerba (Túnez, 2007).

Más allá de las diferencias cosméticas que pueden existir entre unas regiones y otras, la práctica de la fantasía puede adoptar ciertas formas particulares.
La fantasía a pie, ocurriendo por ejemplo en Mzab, es una forma en la que las cabalgatas ecuestres son reemplazadas por bailes en los que los hombres, alineados en fila o en círculo, avanzan y retroceden, dando vueltas al ritmo de la música.
La fantasía a camello, usa camellos en lugar de caballos como monturas de justas. En el idioma tuareg bereber, este tipo de fantasía se llama "asebrer".
La fantasía femenina, rompiendo la costumbre de las fantasías exclusivamente masculinas, se ha registrado en particular en el siglo XIX en Constantina, donde se realiza a pie. Esta práctica fue revivida en la década de los 2000 en Marruecos, primero en forma de grupos de jinetes mixtos antes de que hiciera su aparición en Mohammedia, en Marruecos, un grupo exclusivamente femenino.
También existe un evento similar en Japón, el festival Soma Nomaoi, que consiste en carreras de caballos con pancartas y demostraciones de artes marciales. Como ocurre en la versión magrebí, es la nobleza la que está en la base de estas demostraciones. En este caso son los descendientes de samuráis quienes hacen la obra.

### Riesgos
Participar en una fantasía no está exento de peligros. Además de los riesgos inherentes a la práctica de la equitación, el uso de armas, la pasión y la exaltación implican riesgos para los jinetes, así como errores pueden causar accidentes con desenlaces a veces fatales.
Este habría sido el caso, según las crónicas históricas, de Ahmed Bey, el último Bey de Constantina quien, participando en 1820 en una fantasía realizada en su honor, resultó gravemente herido en su mano por una bala perdida. También hay evidencias de una fantasía organizada en 1859, durante la cual "un jeque había muerto, aplastado por su caballo", "otro árabe se rompió la pierna" y "un tercero recibió una herida profunda en la cabeza”, así como un matrimonio en 1862 en Túnez, que se tornó en tragedia, un accidente fatal en el que murió el novio durante la fantasía que era celebrada en su honor.

### Fantasía moderna

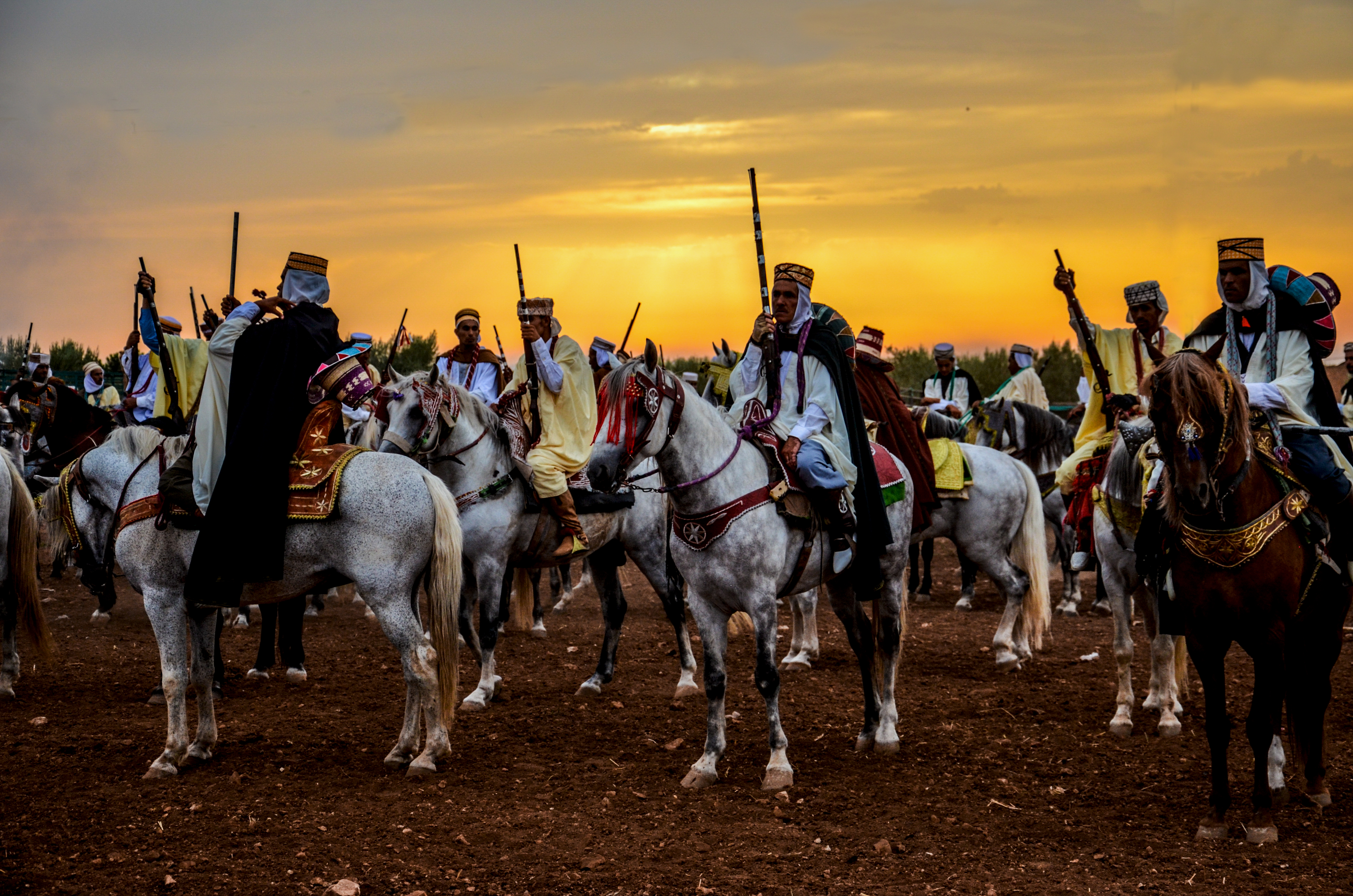
Fantasía en el occidente de Argelia.

La Federación mundial del caballo bereber ha establecido un reglamento para clasificar la fantasía colectiva en dos categorías, temerad y guelba. En ambos casos, el objetivo del ejercicio, realizado bajo la guía de un líder de grupo, es el éxito de un baroud (salva de tiros) coordinado, provocando que se escuche solamente una explosión.
Durante la fantasía temerad, los jinetes, alineados en un extremo del recorrido de la exhibición, deben partir a galope al grito del líder del grupo, manteniendo su alineación hombro con hombro, y al comando de su líder, erguirse todos a la vez, poner al hombro sus armas y tan pronto como se dé la orden, finalmente disparar sus rifles todos al mismo tiempo. Luego viene el regreso a la calma y el retorno al punto de partida.
La fantasia guelba se distingue de la fantasia temerad por la partida: los jinetes deben presentarse al trote y sin orden alguno en el punto de partida, tomar las riendas y ponerse en marcha cada uno a su propio galope. Durante el trayecto deben lograr alinearse codo a codo antes de poder disparar su salva.

## Situación actual

### Argelia

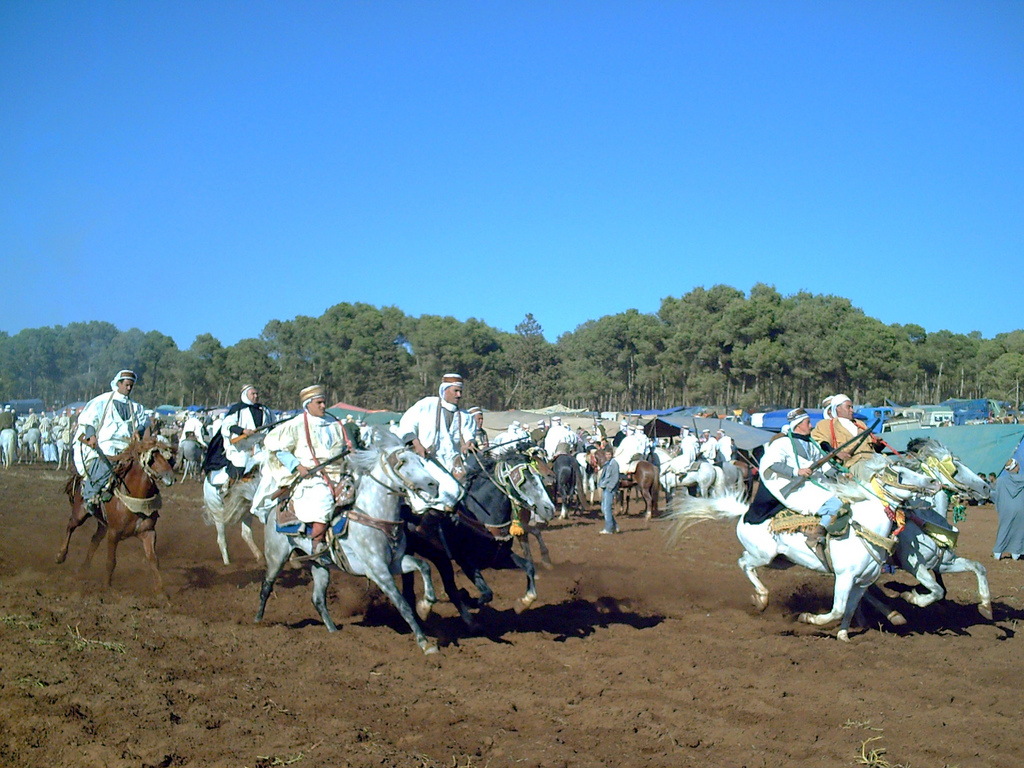
Espectáculo de Fantasía en Mostaganem (Argelia, 2008).

La Federación ecuestre de Argelia es el organismo encargado de la organización y el desarrollo de la práctica ecuestre moderna y tradicional en Argelia, lo que incluye a la fantasía. 140 asociaciones ecuestres, organizadas en nueve ligas regionales (Aurés, Hodna, Oasis, Dahra, Titteri, Sersou, Saoura, Tafna y Sáhara), hacen parte de ella.

### Marruecos

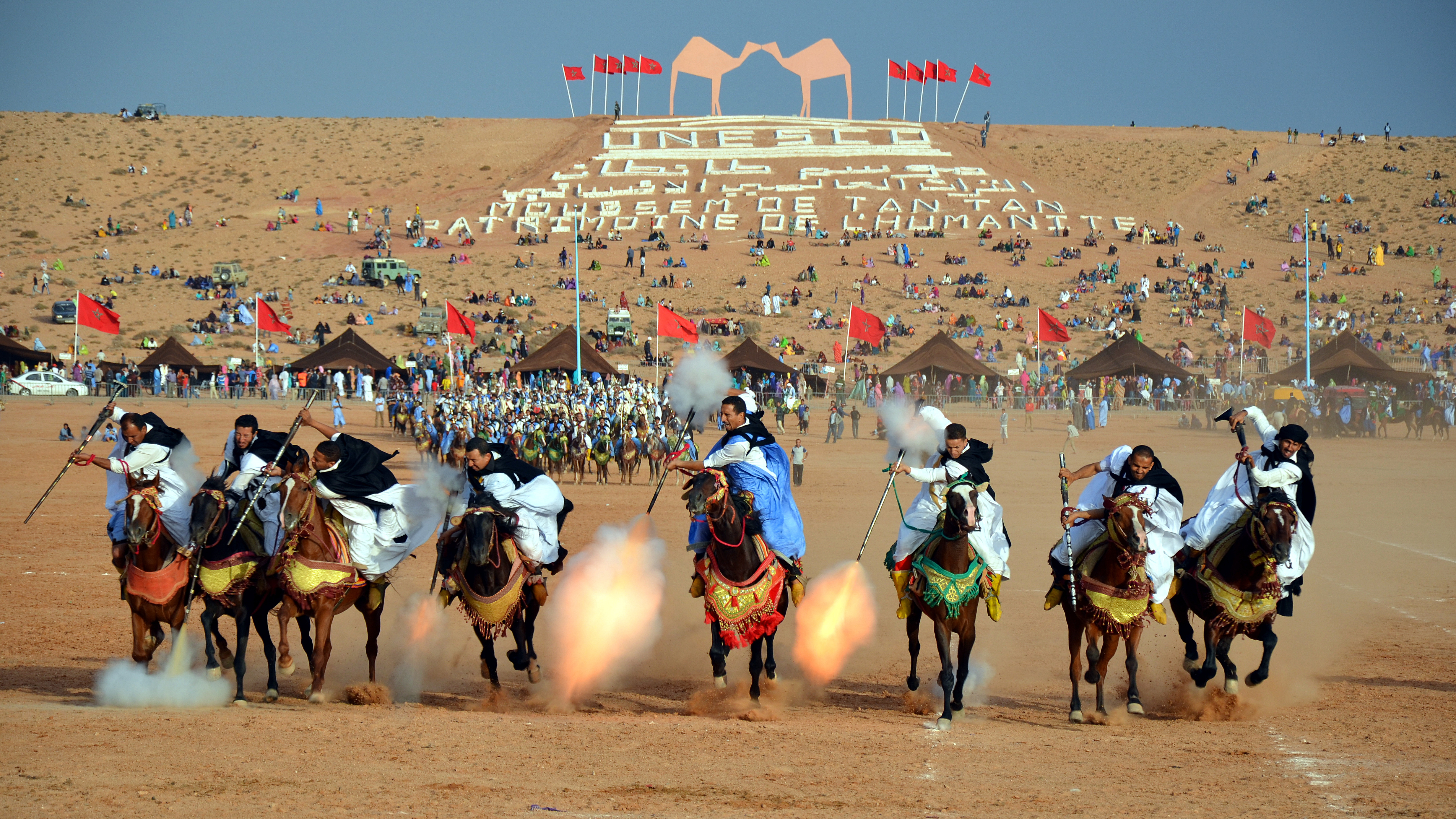
Descarga coordinada de moukhalas durante una fantasía realizada durante el musem de Tan-Tan (Marruecos, 2013).

En la actualidad, la práctica de la fantasía o tbourida sigue muy viva en Marruecos y también toman parte en ella las mujeres. Su organización y desarrollo son responsabilidad de la Federación real marroquí de deportes ecuestres. Cerca de 1,000 jinetes, conocidos como sorbas, que suman casi 15,000 caballos, se dedican al ejercicio de la fantasía. En 2008 se creó el Complejo real de deportes ecuestres y tbourida Dar Es Salam, una estructura consagrada a la práctica ecuestre y que incluye una escuela de fantasía y talleres de confección de ropa de jinetes y fabricación de arneses.
Este complejo también alberga, todos los años, el Trofeo Hassán II de artes ecuestres tradicionales (tbourida), concurso nacional de fantasía, que incluye tres categorías: hombres mayores, mujeres mayores y jóvenes. El trofeo incluye dos eventos: la harda (el saludo), donde se evalúa el esplendor de los equipos (vestimenta de los jinetes, arneses de los caballos, manejo de las armas), y la talqa, donde se evalúa la alineación de los jinetes y la sincronización de los disparos de los rifles.
Las fantasías se organizan principalmente en las campiñas bereberes durante las fiestas, con motivo de bodas, nacimientos y eids o durante musems como el Musem Moulay Abdellah Amghar, en la región de El-Yadida, y los de Had Dra, en la región de Esauira, y de Sidi Brahim Boualaajoul, en la región de Kenitra.

### Japón
Actualmente, el festival Soma Nomaoi continúa atrayendo gran atención en el país y es parte integral de la economía local. El festival también ha sido designado como bien cultural intangible.
El festival no pudo realizarse en 2011 debido a la catástrofe de Fukushima, cerca del lugar de las festividades.

## Fantasía en el arte
Durante el siglo XIX se pone en boga una importante corriente literaria y artística en Europa: el orientalismo. La fantasía se convertiría en el tema prediletcto de los pintores más famosos.

### Eugene Delacroix

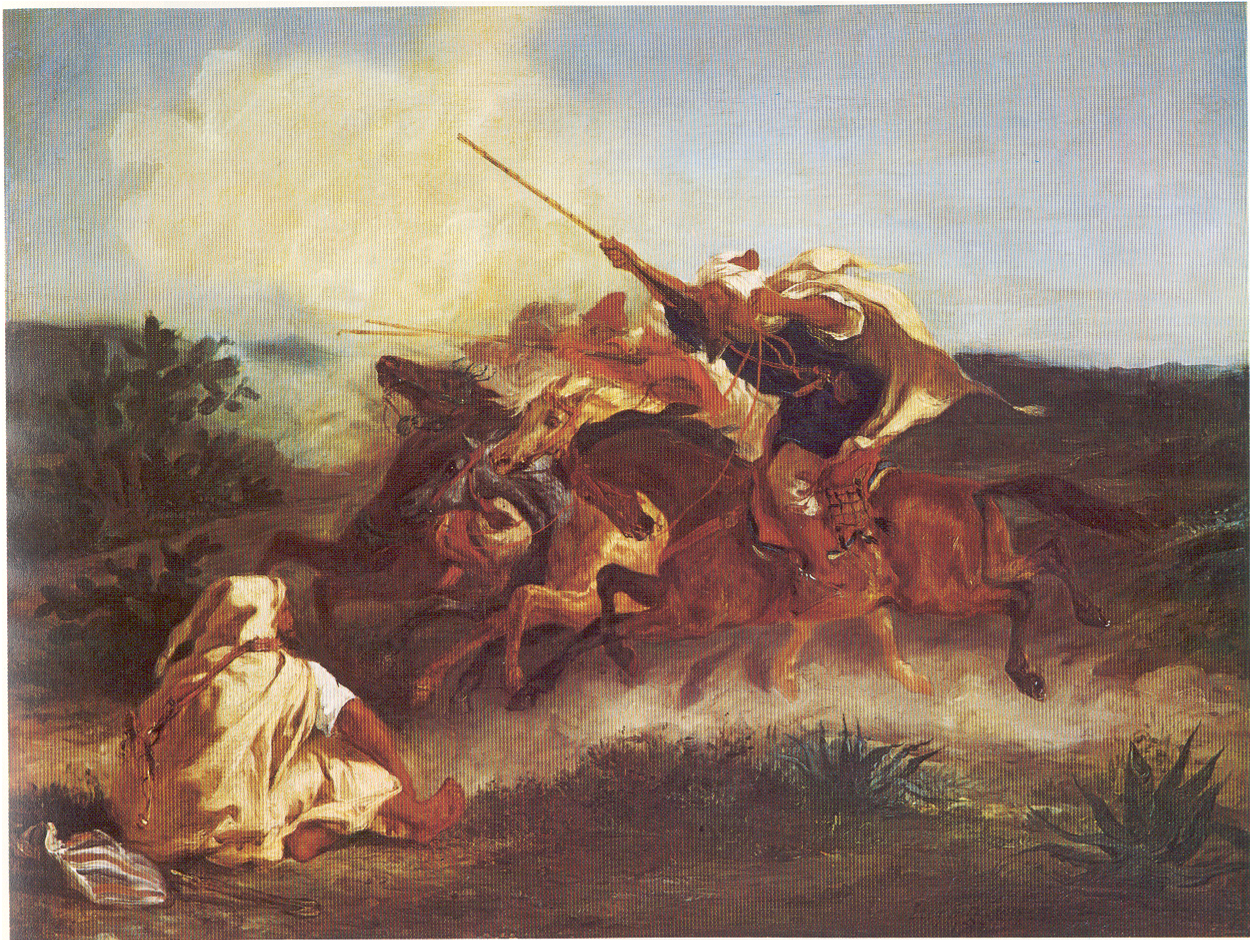
Fantasía árabe, de Eugène Delacroix, 1833.

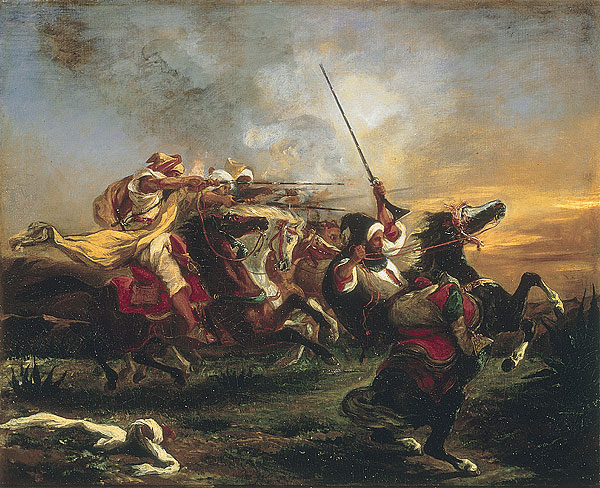
Ejercicios militares de los marroquíes o Fantasía marroquí, de Eugène Delacroix, 1832.

Eugène Delacroix fue el primer artista en representar la fantasía en la pintura. La convirtió en el tema de varias de sus pinturas, realizadas a partir de bocetos que llevó de su viaje a Marruecos en 1832, en particular durante los espectáculos de Sidi Kacem, Alcazarquivir y Mequinez. La fantasía, usada por Delacroix en pintura de historia y pintura de batallas, sería para el artista un nuevo tema de representación en 1833 y en 1847.
En el boceto Fantasía (1832), el movimiento del caballo es objeto de la mirada del pintor. En la pintura Ejercicios militares de los marroquíes, subtitulada Fantasía, (1832), el artista juega con la composición y el movimiento. Juega igualmente con colores cálidos con los que restaura la pompa de la carga.

### Eugène Fromentin

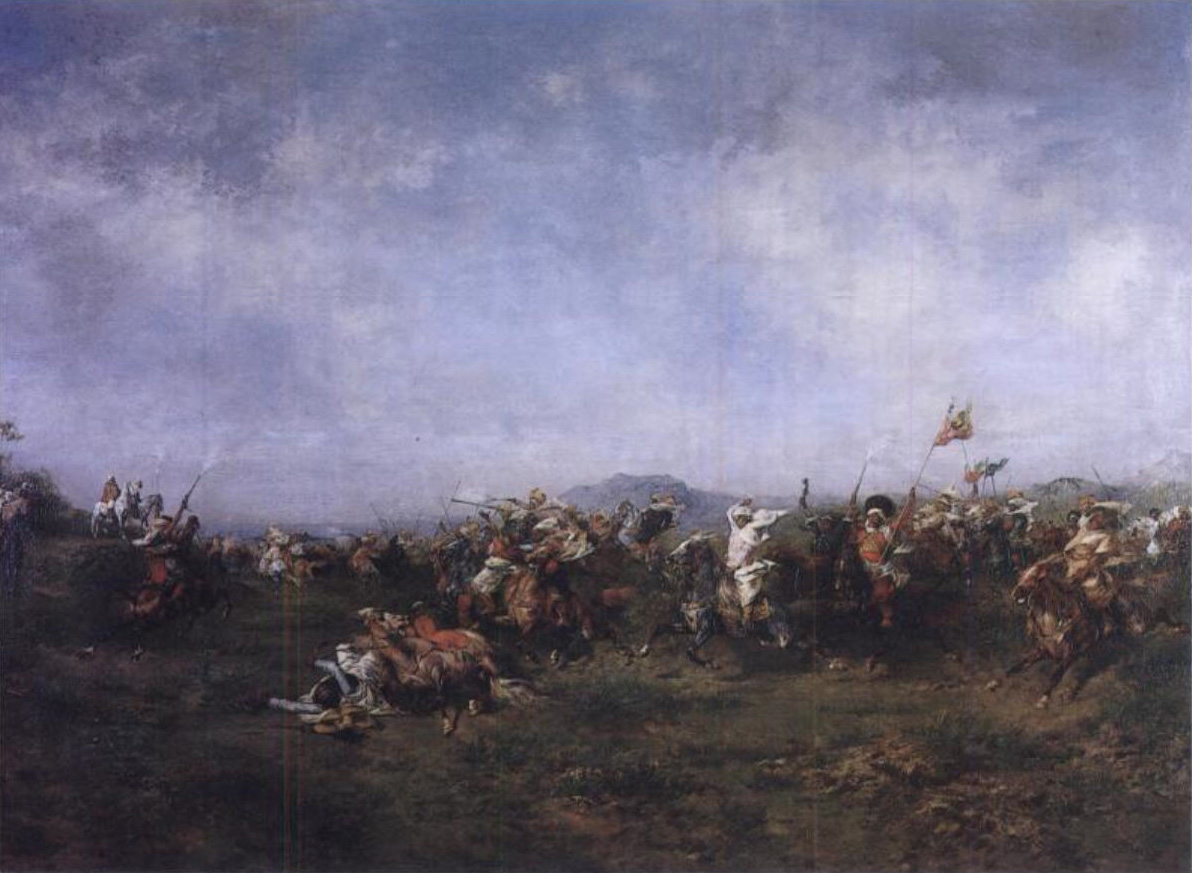
Fantasía: Argelia, de Eugène Fromentin, 1869.

Siguiendo a Delacroix, Eugène Fromentin, como discípulo-continuador, logra conjugar la escritura y la pintura,desplegando en estas artes una fuerza que florece no en la representación de la acción, sino por el contrario en la evocación inmóvil de los lugares y atmósferas. Sublima la fantasía por primera vez en su obra Un año en el Sahel, donde invita a su lector a imaginar "aquello que es más impetuoso en el desorden, más elusivo en la velocidad, más radiante en los colores crudos tocados por el sol." Describe allí los gritos de los corredores, los clamores de las mujeres, el ruido de la pólvora, el terrible galope de los caballos que corren a toda velocidad, del tintineo, del repiqueto de miles y miles de cosas sonoras.
En esta misma obra invita especialmente a Delacroix, el único hombre según él que tiene la imaginación ingeniosa y el poder, la audacia y el derecho a comprender y traducir este espectáculo, a hacer lo mismo en la pintura. Sin recibir respuesta de Delacroix a esta invitación, Fromentin se involucró a sí mismo en ella y presentó, en 1869, la traducción pictórica que hizo de ella en su cuadro Una fantasía: Argelia, que se exhibe en el museo Sainte-Croix en Poitiers.

### Otros

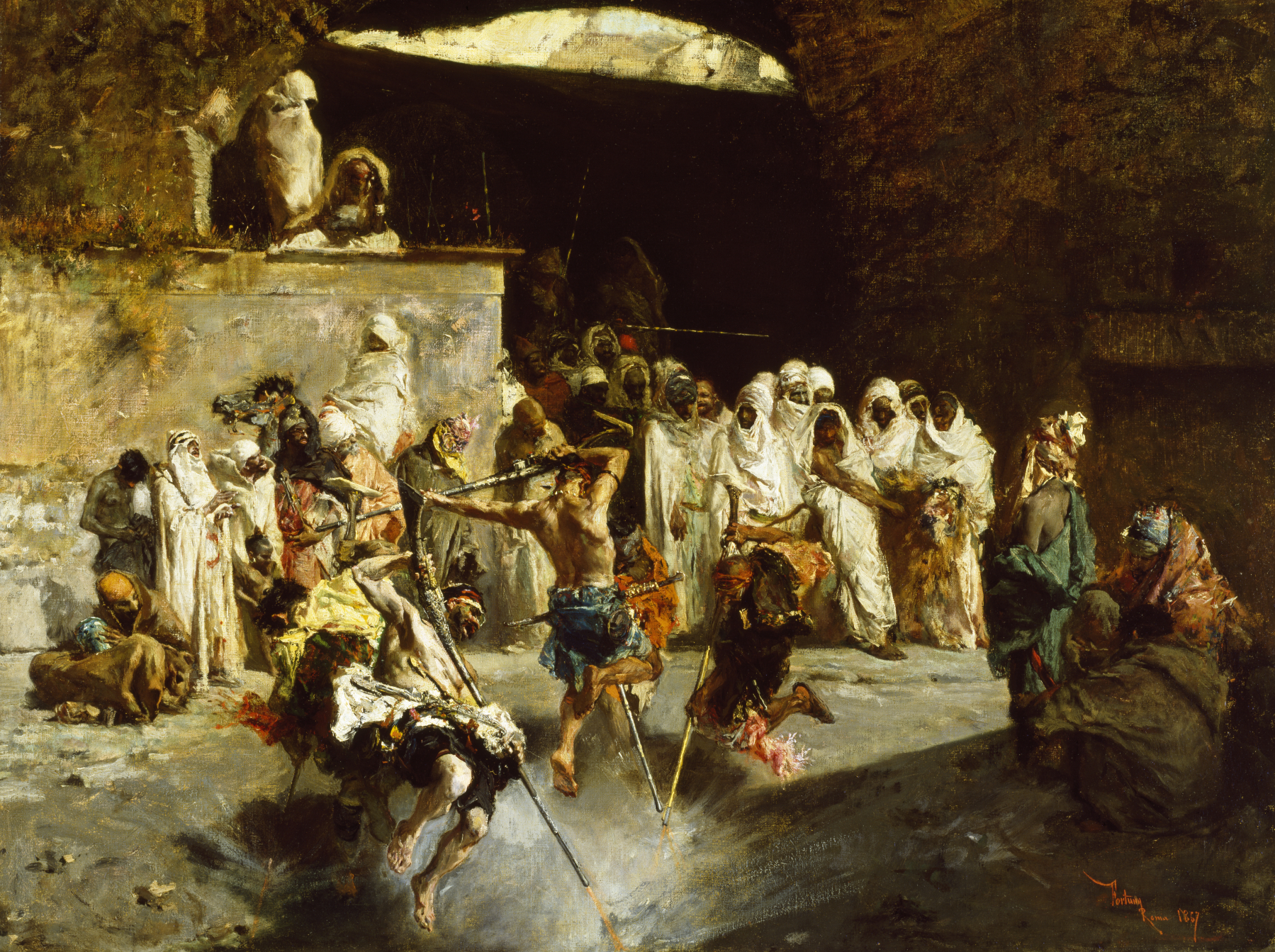
Fantasía árabe, de Mariano Fortuny (1867).

La Fantasía Árabe de Mariano Fortuny es una de las pinturas más originales que existen sobre el tema, en tanto no representa una clásica carga ecuestre, sino un grupo de guerreros marroquíes que llevan a cabo su espectáculo ritual a pie, inmersos en una luz cruda, dando fuerza y detalles en colores y en contornos, en dramático contraste con el fondo oscuro y sombrío.
El alemán Otto von Faber du Faur, considerado el pintor de las batallas, mostró una fascinación por el resplandor de la luz del verano en África, el desierto y las tribus beduinas y los jinetes. Pintó su Fantasía durante su viaje a Marruecos en 1883. Luego pintó su Fantasía en el encuentro de dos tribus en 1885.

Muchos otros pintores todavía representan temas de la fantasía a mediados del siglo XIX. La colonización de África por parte de Francia le dio al género un lugar importante en la pintura francesa. Eugène Péchaubès, por ejemplo, pintó muchos temas de fantasía.